# Йохан фон Траутмансдорф-Вайнсберг
Йохан Непомук Йозеф Норберт фон Траутмансдорф-Вайнсберг (на немски: Johann Nepomuk Joseph Norbert 2.Fürst von und zu Trauttmansdorff-Weinsberg) е 2. имперски княз на Траутмансдорф-Вайнсберг. Той е от старата австрийска и бохемска рицарска фамилия фон Траутмансдорф от Източна Щирия.

## Биография
Роден е на 18 март 1780 година във Виена, Хабсбургска монархия. Той е син на външния министър (1800/01), 1. княз Франц Фердинанд фон Траутмансдорф-Вайнсберг (1749 – 1827) и съпругата му графиня Мария Каролина фон Колоредо-Мансфелд (1752 – 1832), дъщеря на княз Рудолф Йозеф фон Колоредо (1706 – 1788) и Мария Франциска Габриела фон Щархемберг (1707 – 1793).
Баща му Франц Фердинанд става имперски княз на 10 април 1805 г. и рицар на ордена на Златното руно.
Йохан е частен имперски съветник, през 1812 г. той става императорски и кралски оберщалмайстер, и е такъв до смъртта си.
Умира на 24 септември 1834 година във Виена на 54-годишна възраст.

## Фамилия
Йохан фон Траутмансдорф-Вайнсберг се жени на 13 февруари 1801 г. във Виена за Елизабет Мария Филипина фон Фюрстенберг-Вайтра (* 12 юли 1784, Виена; † 19 юни 1865, Виена), дъщеря на ландграф Йоахим Егон фон Фюрстенберг-Вайтра (1749 – 1828) и графиня София Мария Тереза Валбурга фон Йотинген-Валерщайн (1751 – 1835). Те имат четири деца:
- Фердинанд Йоахим фон Траутмансдорф-Вайнсберг (* 11 юни 1803, Виена; † 31 март 1859, Виена), 3. княз на Траутмансдорф-Вайнсберг, женен на 17 юли 1841 г. във Виена за принцеса Анна фон Лихтенщайн (* 28 август 1820; † 17 март 1900)
- Йохан Фридрих Йоахим Филип фон Траутмансдорф-Вайнсберг (* 8 октомври 1804; † 19 април 1834), граф на Траутмансдорф-Вайнсберг
- Мария Анна фон Траутмансдорф-Вайнсберг (* 9 юли 1806, Виена; † 12 ноември 1885, Прага, Бохемия), омъжена в Баден при Виена на 8 септември 1830 г. за княз Фридрих Крафт фон Йотинген-Валерщайн (* 16 октомври 1793; † 5 ноември 1842)
- Каролина фон Траутмансдорф-Вайнсберг (* 29 февруари 1808, Виена; † 19 март 1886, Виена), омъжена във Виена на 16 май 1831 г. за граф Карл Хемрикурт де Мозет де Пиншарт фон Грюне (* 25 август 1808, Виена; † 15 юни 1884, Баден при Виена)

## Галерия
- Палат Траутмансдорф на „Винер Херенгасе“ 21, Виена
- Замъкът по-късно дворец Траутмансдорф до град Мерано